# Бабичка гора
Бабичка гора је планина у југоисточној Србији. Претежно је острвског положаја, ограничена раседима према Барбешкојкој, Заплањској и Лесковачкој котлини. Састављена је углавном од предкамбеијских зелених шкриљаца.
Највиши врх Крива Бука 1.057 m.
Шумовита је и доскора позната по пашњацима. Обилује ловном дивљачи.
Планина је добила име по селу Бабичко, које лежи на планини, на око 500 m надморске висине. Северни део планине, који припада Заплању, познат је под овим именом, док је њен јужни део познат по називу Крушевица.

## Историја
- Крајем 15. и почетком 16. века, породица Кантакузина, на овој планини подигла је Јашуњске манастире.
- У току Другог светског рата на обронцима „Бабичке горе“ формиран је Бабички партизански одред.

## Археолошки локалитети у побрђу Бабичке горе
Велики број археолошких локалитета, из периода владавине Римског царства, откривен је на побрђу које чини североисточни обод Лесковачке котлине. Због тога је ово побрђе издвојено као географска микроцелина са већим бројем археолошких локалитета на основу географско-топографских одлика. Ова микроцелина гравитира ка западу и југозападу, односно ка сливовима Јужне Мораве и Власине. Локалитети леже у побрђима и на падинама Бабичке Горе и Крушевице које чине јединствен планински масив, ограничен раседима према Барбешкој, Заплањској и Лесковачкој котлини. У геолошком саставу терена доминирају прекамбријски зелени шкриљци.
Овако дефинисана целина садржи 28 археолошких локалитета: „Ђоргов рид” у Бабичком, „Градиште” у Горњој Локошници, „Пирамида” у Црковници, „Градиште”, Имање Душана Митића и „Лешје” у Големој Њиви, непознати локалитет и Јашуњски манастир Светог Јована Крститеља У Јашуњи, „Састанци” и „Старо лојзе” у Јарсенову, „Чукар” и „Таламбас” у Ступници, непознати локалитет, „Горње Црниче”, „Калдрме”, „Лусарије”, „Падина”, „Рудиње” или „Саси” и „Селиште” у Орашцу, „Градац” или „Градиште”, „Градинче” или „Ковница”, „Латинска воденица”, „Мусин гроб” и „Скрвена” у Градашници, „Црквиште” или „Латинска црква” у Липовици, „Градац” или „Рса” и „Селиште” у Црној бари и непознат локалитет у Скрапежу.
Ова налазишта издвојена су у групе према висинским зонама у којима се налазе. Првој групи налазишта, изнад 700 m, припада утврђење на положају „Градиште” у Големој Њиви. Друга група смештена је у зони између 500 и 700 m надморске висине а трећу чини већи број локалитета у нижем висинском појасу, између 300 и 500 m надморске висине.

## Галерија
- Зима на Бабичкој гори.